# Georgi Jewgenjewitsch Lwow

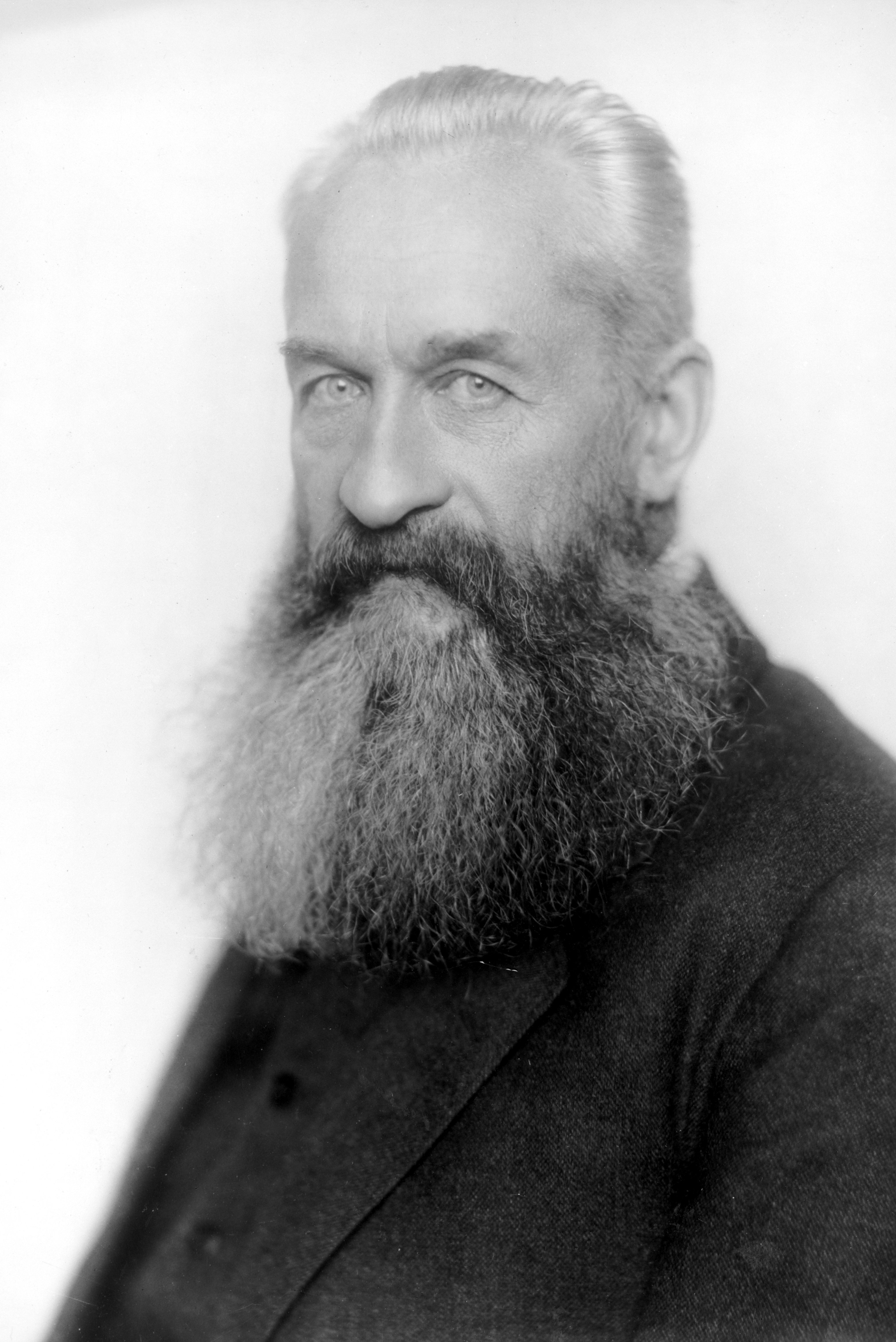
Georgi Jewgenjewitsch Lwow (1919)

Fürst Georgi Jewgenjewitsch Lwow (russisch Георгий Евгеньевич Львов, wiss. Transliteration Georgij Evgen’evič L’vov; * 21. Oktoberjul. / 2. November 1861greg. in Dresden; † 6. März 1925 in Paris) war ein russischer Politiker der Konstitutionell-Demokratischen Partei Russlands (Kadetten). Nach der Februarrevolution 1917 war er erster Ministerpräsident der provisorischen Regierung.

## Leben

### Herkunft, Familie und Jugend
Lwow entstammte der fürstlichen Adelsfamilie Lwow, die ihre Ursprünge auf die rurikidischen Fürsten von Jaroslawl zurückführte, im Laufe des 19. Jahrhunderts aber verarmt war. Lwows Vater, ein Liberaler, wandte seine verbliebenen Mittel dafür auf, seinen Kindern eine gute Schulbildung zu ermöglichen. Bald nach der Geburt seines Sohnes Georgi zog er mit seiner Familie zurück an deren Stammsitz, das Gut Popowka im Distrikt Alexin, Gouvernement Tula, um es selbst zu bewirtschaften. Im Laufe der Zeit gelang es der Familie, auch mit Hilfe Georgi Lwows, der eine höhere Schule in Moskau besucht und anschließend an der dortigen Universität Rechtswissenschaften studiert hatte, ihren Schuldenberg abzutragen und Gewinne zu erwirtschaften. Aus dieser Zeit stammen Lwows demokratische Überzeugungen und seine kritische Sicht der eigenen, adligen Oberschicht im zaristischen Russland. Verheiratet war er mit Gräfin Julia Alexejewna Bobrinskaja (1867–1903), einer Ur-Urenkelin der Zarin Katharina II. und ihres Liebhabers Grigori Orlow.

### Tätigkeit in Semstwo und Duma
Nach seinem Studium war Georgi Lwow im Staatsdienst tätig, bis er seine Stellung 1893 aus Unzufriedenheit mit der reaktionären Politik Alexanders III. kündigte. Anschließend engagierte er sich im Gouvernements-Semstwo, der Selbstverwaltung seiner Heimatregion Tula, deren Vorsitzender er seit 1900 war. Im Russisch-Japanischen Krieg 1904/05 baute er eine Hilfsorganisation für Verwundete ähnlich dem Roten Kreuz auf.
Infolge der ersten Russischen Revolution von 1905 musste Zar Nikolaus II. erstmals der Wahl eines gesamtrussischen Parlaments zustimmen. Lwow wurde in die 1. Reichsduma gewählt und gehörte dort der Fraktion der liberalen Konstitutionellen Demokraten an, der später so genannten Kadetten. Als der Zar die Duma schon nach wenigen Monaten wieder auflöste, wechselte Lwow vom gemäßigten zum radikalen Flügel der Partei. So unterstützte er auch dessen Wyborger Manifest, das die Bevölkerung – allerdings erfolglos – dazu aufrief, Steuerzahlungen und Wehrdienst zu verweigern. Da Lwow allerdings auf der Reise zum Tagungsort Wyborg erkrankte, hat er das Manifest selbst nie unterzeichnet. In der Zeit der Stolypinschen Agrarreformen beschäftigte er sich mit Fragen der Kolonisierung Sibiriens. Seine 1913 erfolgte Wahl in den Stadtrat von Moskau wurde von Innenminister Maklakow für ungültig erklärt.
Nach Beginn des Ersten Weltkriegs 1914 wurde er Vorsitzender des neugebildeten Allrussischen Semstwo-Verbands und im folgenden Jahr führendes Mitglied des Vereinigten Komitees der Semstwo- und Stadträteverbände Russlands (Semgor). Da die staatliche Bürokratie sich als weitgehend unfähig erwies, die Armee sowie Verwundeten und Flüchtlinge ausreichend mit Nahrungsmitteln und Material zu versorgen, übernahm das Semgor diese Aufgabe mit Billigung der Regierung. Lwow wurde dadurch quasi zum Kopf einer zivilen Nebenregierung. Er wurde ein führendes Mitglied im Progressiven Block, der für die Bildung einer von der Duma statt vom Zaren kontrollierten Regierung eintrat.

### Chef der Provisorischen Regierung
Im Zuge der Februarrevolution wurde Fürst Lwow von der Duma zum 3.jul. / 16. März 1917greg. bis zum 7.jul. / 20. Juli 1917greg. Ministerpräsidenten und Innenminister der bürgerlichen provisorischen Regierung gewählt. Er war damit der erste demokratisch legitimierte Regierungschef der Russischen Geschichte. Er erhielt das Amt vor allem aufgrund seines ausgleichenden Charakters und weil er der Kompromisskandidat zwischen zwei Männern war, die die Amtsübernahme des jeweils anderen verhindern wollten: Pawel Nikolajewitsch Miljukow, der Vorsitzende der Konstitutionellen Demokraten und der Sozialrevolutionär Alexander Fjodorowitsch Kerenski.
Die Regierung Lwow konnte sich nicht auf Schritte zu einer grundlegenden Landreform zugunsten der armen Bauern einigen. Zudem trat sie vor allem auf Betreiben Miljukows für die Fortsetzung des Ersten Weltkriegs an der Seite der Ententemächte ein. Erschwerend kam hinzu, dass sich mit dem Petrograder Sowjet gleich zu Beginn der Revolution eine zweite Machtzentrale gebildet hatte, die legislative Kompetenzen beanspruchte. Im Laufe des Frühjahrs verlor Lwow daher zunehmend an Popularität und Autorität. Nach dem niedergeschlagenen Juliaufstand der Bolschewiki legte er seine Ämter nieder und wurde von Kerenski abgelöst. Diesem gelang es jedoch ebenso wenig wie Fürst Lwow, die Doppelherrschaft von provisorischer Regierung und Sowjet zu überwinden.

### Nach der Oktoberrevolution
Acht Monate nach dem Sturz des Zaren übernahmen die Bolschewiki unter Wladimir Iljitsch Lenin in der Oktoberrevolution die Macht. Nach der Oktoberrevolution zog Lwow mit seiner Familie nach Tjumen. Im Februar 1918 verhaftete ihn dort die neu gegründete sowjetische Geheimpolizei Tscheka und brachte ihn nach Jekaterinburg. Drei Monate später wurden er und zwei weitere Personen, darunter sein Amtsvorgänger Nikolai Dmitrijewitsch Golizyn, der letzte Ministerpräsident des Zaren, unter Auflagen entlassen. Trotz seiner Zusage, in Jekaterinburg zu bleiben, floh Lwow umgehend nach Omsk. Dort hatte sich unter dem Schutz der Tschechoslowakischen Legionen eine antibolschewistische Gegenregierung etabliert. In deren Auftrag reiste er weiter in die USA, um dort Unterstützung und Geld für die Weiße Armee im Bürgerkrieg zu beschaffen.
Noch vor der endgültigen Niederlage der Weißen emigrierte Fürst Lwow nach Paris, wo er das 1919 von den Bolschewiki verbotene Semgor als Organisation zur Unterstützung der Exilrussen neu gründete. Zu diesem Zweck transferierte er das auf amerikanischen Banken liegende Vermögen des Komitees nach Europa. Er selbst lebte verarmt in Paris, wo er bis zu seinem Tod 1925 in der russischen Emigrantenbewegung tätig war.